# Одинцова, Елена Фёдоровна
Елена Фёдоровна Одинцова (в девичестве Кутузова; 1 февраля 1942, Горький — 15 ноября 1993, Москва) — советская и российская актриса театра и кино.

## Биография
Родилась 1 февраля 1942 года в Нижнем Новгороде (ранее — город Горький) в семье матери и отца, который на то время работал директором автозавода. Помимо Елены в семье также был ещё один ребёнок: Кира.
В молодости любительски занималась музыкой, пела и играла на музыкальных инструментах, но выбрала актёрскую деятельность и после учёбы в школе переехала в Москву, где поступила в школу-студии МХАТ на курсы к Павлу Владимировичу Массальскому. В 1964 году окончила школу-студию МХАТ и попала в труппу прославленного театра. За свою недолгую творческую карьеру играла в театрах, снималась в фильмах, но карьера пошла на спад, а после 1976 года пропала из поля зрения.
15 ноября 1993 года скончалась по причине инсульта в Москве. Артистке был 51 год. Урна с прахом захоронена в колумбарии Донского кладбища.

### Оценочные мнения
По мнению киноведа Тремасова в фильме Холодно-горячо, сыгранная актрисой Одинцовой роль заведующей библиотеки получилась гордой, независимой, со сложным отношением к окружающему миру, сторонящейся отношений с мужчинами, не принимающей отношений молодого героя, получилась очень яркой и неординарной.

## Фильмография
- 1965 — Спящий лев (Олечка, секретарь Телегина)
- 1968 — Замок герцога Синей Бороды (фильм-спектакль) — жена
- 1968 — Огоньки (фильм-спектакль) — Татьяна
- 1971 — Холодно — горячо (Вера Петровна Касаткина, заведующая библиотекой) — главная роль
- 1971—1972 — День за днём (Елена Шумилова, молодая актриса), 12 серия
- 1974 — Наследники (Екатерина Завьялова)
- 1974 — Совесть (Валя, натурщица)
- 1977 — Убит при исполнении